# Demenza vascolare
La demenza vascolare, nota anche come demenza multinfartuale o deterioramento cognitivo vascolare, è una demenza causata da problemi nell'afflusso di sangue al cervello, solitamente a causa di una serie di ictus minori. La demenza vascolare è la seconda causa più comune, negli anziani, di demenza dopo la malattia di Alzheimer. Si ritiene che la demenza vascolare sia irreversibile ed è causata da una serie di piccoli ictus o talvolta da uno di grande portata preceduto o seguito da altri inferiori. Il termine si riferisce ad un gruppo di sindromi causate da diversi meccanismi ma tutte causate da lesioni vascolari nel cervello. Una diagnosi precoce e accurata è importante, affinché la demenza vascolare sia almeno in parte prevenibile.
Alcuni principali segni di presentazione di questa condizione sono: un infarto in un punto strategico (che influenzi il talamo o l'arteria cerebrale anteriore, i lobi parietali o la corteccia cingolata), più infarti cerebrali, lesioni emorragiche.
Le lesioni vascolari possono essere il risultato di una malattia cerebrovascolare diffusa o di una malattia dei piccoli vasi o lesioni focali, ma solitamente si verificano entrambe. La demenza mista viene diagnosticata quando i pazienti hanno evidenza di demenza di Alzheimer e malattie cerebrovascolari, sia clinicamente che sulla base dell'imaging neurologico che evidenzi lesioni ischemiche. In pratica, la demenza vascolare e la malattia di Alzheimer spesso coesistono, soprattutto nei pazienti più anziani.
La demenza vascolare è talvolta innescata da angiopatia cerebrale amiloide, che comporta l'accumulo di placche betamiloide nelle pareti delle arterie cerebrali, con conseguente rottura o ostruzione dei vasi. Poiché le placche amiloidi sono una caratteristica della malattia di Alzheimer, la demenza vascolare può verificarsi come conseguenza. Tuttavia, l'angiopatia amiloide può apparire anche in persone senza una condizione di demenza preliminare e alcune placche beta-amiloidi sono spesso presenti in persone anziane cognitivamente normali.
Nel DSM-5 viene nominata come disturbo neurocognitivo vascolare maggiore o lieve (290.40).

## Epidemiologia
La demenza vascolare è la seconda più comune forma di demenza che si riscontra negli anziani degli Stati Uniti e dell'Europa, ma è la forma più comune anche in alcune parti dell'Asia. La prevalenza della malattia è di 1,5% nei paesi occidentali e circa il 2,2% in Giappone, dove rappresenta il 50% di tutte le demenze, mentre in Europa tale valore è tra il 20% e il 40% e del 15% in America Latina. L'incidenza della demenza è 9 volte superiore nei pazienti che hanno avuto un ictus. Il 25% dei pazienti con ictus sviluppa una nuova insorgenza di demenza entro 1 anno dell'evento. Il rischio relativo di demenza è del 5,5% entro 4 anni da un ictus.
Uno studio ha trovato che, in particolare negli Stati Uniti, la prevalenza di demenza vascolare in tutti gli individui di età superiore a 71 anni è del 2,43%, mentre un altro ha riscontrato che la prevalenza delle demenze raddoppia ogni 5,1 anni di età in più.

## Patogenesi
La demenza vascolare, o secondaria, dipende da lesioni ischemiche che hanno condotto alla distruzione di parte del tessuto cerebrale.
È frequentemente associata ad ictus, micro-ictus, arteriosclerosi, aterosclerosi, malattia di Binswanger (demenza vascolare sottocorticale) più raramente a sindrome genetica CADASIL.

## Cause
I fattori di rischio per la demenza vascolare sono l'età, l'ipertensione, il tabagismo, l'ipercolesterolemia, il diabete mellito, le malattie cardiovascolari e cerebrovascolari.
Altri fattori di rischio includono l'origine geografica, la predisposizione genetica e precedenti ictus. Attraverso la terapia farmacologica o chirurgica si può tentare di limitare la possibilità di insorgenza di nuovi ictus al fine di ridurre il rischio di sviluppare la demenza multi-infartuale.

## Segni e sintomi
I diversi tipi di demenza sono molto simili e quindi difficili da differenziare clinicamente, pur avendo diverse cause organiche (in particolare la demenza di Alzheimer e la demenza frontotemporale). I pazienti affetti da demenza vascolare presentano un deterioramento cognitivo acuto o progressivo, dopo uno o più eventi cerebrovascolari. I sintomi della demenza possono progredire gradualmente o a "a scalino" dopo ogni piccolo ictus.
I picchi di incidenza avvengono tra la quarta e la settima decade di vita e l'80% ha una storia di ipertensione. I pazienti sviluppano progressivi segni e sintomi cognitivi, motori e comportamentali. Una percentuale significativa può anche sviluppare sintomi affettivi. Questi cambiamenti si verificano in genere per un periodo di 5-10 anni. Se i lobi frontali sono interessati, che succede con una certa frequenza, i pazienti possono presentarsi come apatici, riduzione della capacità di critica e di giudizio, con tendenza a prendere decisioni incongrue. Ciò è spesso accompagnato da problemi di attenzione, orientamento e incontinenza urinaria. Sebbene l'ateroma delle principali arterie cerebrali sia tipico nella demenza vascolare, i vasi più piccoli e arteriole sono principalmente colpite. Nel caso di demenza vascolare sottocorticale non CADASIL (malattia di Binswanger) si notano perdita di memoria a breve termine, attenzione di breve durata, comportamenti inadeguati, incapacità di prendere decisioni e organizzative, cambi di umore e personalità, e andatura instabile (accompagnata da cadute frequenti), lentezza psicomotoria, variazioni di discorso e sintomi urinari (non collegati a malattie urologiche).
Le malattie genetiche rare che danno luogo a lesioni vascolari del cervello hanno altri modelli di presentazione. Come regola generale, tendono a presentarsi in più giovane età e hanno un decorso più aggressivo. Inoltre, le malattie come la sifilide portano a danni arteriosi e ictus insieme all'infiammazione batterica del cervello.

## Diagnosi
Diversi criteri diagnostici specifici possono essere utilizzati per diagnosticare la demenza vascolare, tra cui i criteri del Manuale Diagnostico e Statistico dei Disturbi Mentali, quarta edizione (DSM-IV), quelli della classificazione ICD, decima edizione (ICD 10), quelli del National Institute of Neurological Disorders and Stroke-Association Internationale pour la Recherche et l'Enseignement en Neurosciences (NINDS-AIREN), quelli dell'Alzheimer's Disease Diagnostic and Treatment Center criteria e la scala delle ischemie di Hachinski.
Possono essere osservati segni di lateralizzazione come emiparesi, bradicinesia, iperreflessia, riflessi estensori plantari, atassia, paralisi pseudobulbare e difficoltà nell'andatura e nella deglutizione.

Area di Broca e area di Wernicke

I segni sono in genere gli stessi riscontrabili nelle altre demenze, ma comprendono principalmente il declino cognitivo e disturbi della memoria, di una gravità sufficiente per interferire con le attività della vita quotidiana e con la presenza di segni neurologici focali (ad esempio, emiparesi, deficit sensoriali, emianopsia, segno di Babinski, etc. ) accompagnati da reperti caratteristici di una malattia cerebrovascolare rilevati sull'imaging cerebrale (tomografia computerizzata o risonanza magnetica). I pazienti presentano deficit irregolari nei test cognitivi. Nei casi più gravi o in coloro che hanno avuto infarti in punti importanti come l'area di Wernicke o l'area di Broca, possono essere presenti disartria e afasia.
Nella malattia dei piccoli vasi, i lobi frontali vengono spesso colpiti. Il riscontrarsi di apatia all'inizio della malattia è più suggestivo di demenza vascolare rispetto alla malattia di Alzheimer in cui solitamente si verifica nelle fasi successive. Di conseguenza, i pazienti con demenza vascolare tendono ad avere prestazioni peggiori rispetto ai malati di Alzheimer nei compiti del lobo frontale, come la fluenza verbale. Essi possono anche presentare un rallentamento generale della capacità di elaborazione e compromissione del pensiero astratto.
È consigliabile effettuare esami per stabilire il deficit cognitivo e questi comprendono esami del sangue (per l'anemia, carenza di vitamina, tireotossicosi, infezioni, ecc), una radiografia del torace, un elettrocardiogramma e un certo numero di test di imaging biomedico, possibilmente una tomografia computerizzata e una risonanza magnetica, preferibilmente con tecniche di neuroimaging funzionale. Se disponibili, una Tomografia a emissione di fotone singolo (SPECT) e la tomografia ad emissione di positroni (PET) possono essere utilizzate per confermare una diagnosi di demenza multi-infartuale in combinazione con valutazioni che coinvolgono l'esame dello stato mentale. In una persona già sofferente di demenza, la SPECT sembra essere più indicata per differenziare la demenza multi-infartuale dalla malattia di Alzheimer, in confronto con i tradizionali tentativi per differenziare i processi utilizzando test neurologici e l'analisi della storia medica. I progressi nella tecnologia hanno portato a proporre nuovi criteri diagnostici.
L'esame del sangue di screening comprende generalmente l'emocromo, test di funzionalità epatica, test di funzionalità tiroidea, profilo lipidico, VES, proteina C reattiva, la sifilide sierologia, livelli sierici di calcio, glicemia a digiuno, l'urea ed elettroliti, vitamina B12, acido folico.

### Patologia e necroscopia
Un esame superficiale del cervello può rivelare lesioni evidenti e danni alle arterie. L'accumulo di varie sostanze, come i depositi lipidici e sangue coagulato, appaiono all'esame microscopico. La materia bianca è la più colpita, con evidente atrofia e perdita di tessuto, in aggiunta alla calcificazione delle arterie. Microinfarti possono anche essere presenti nella materia grigia (corteccia cerebrale), a volte in gran numero. In rare occasioni, infarti all'ippocampo o al talamo sono la causa della demenza.

## Trattamento
L'obiettivo della gestione è la prevenzione di ulteriori lesioni cerebrovascolari. Questo include la somministrazione di farmaci antiaggreganti e il costante controllo dei principali fattori di rischio vascolare, come l'ipertensione, l'ipercolesterolemia, il fumo e il diabete mellito.
In generale i casi di demenza comprendono anche il rinvio ai servizi di comunità, il processo decisionale in materia di questioni legali ed etiche (ad esempio, la guida di autoveicoli e le capacità legali) e la considerazione dello stress a cui saranno sottoposti gli assistenti del paziente (caregiver).
Gli inibitori della colinesterasi, quali la galantamina, hanno dimostrato di essere utili in diversi studi randomizzati e controllati. Tuttavia il loro uso non è ancora stato concesso autorizzato per questa indicazione.
I sintomi comportamentali e affettivi sono particolarmente importanti in questo gruppo di pazienti e meritano un'attenzione particolare. Questi problemi, se si sviluppano, tendono ad essere resistenti al trattamento psicofarmacologico convenzionale e, in molti casi, portano al ricovero in ospedale e il bisogno di una cura permanente.
Emergono tuttavia anche altre prospettive terapeutiche non farmacologiche. Secondo una revisione sistematica pubblicata da ricercatori Cochrane le terapie mirate alla stimolazione cognitiva hanno effetti benefici sulla memoria e sul pensiero di persone affette da demenza. Secondo The Journal of Alzheimer's Association la dieta Mind contribuisce a ritardare il processo del declino cognitivo nelle demenze.. Secondo una revisione sistematica apparsa su The Cochrane Library Cochrane Library 2008, Issue 4, il massaggio può servire come alternativa o complemento per il trattamento di componenti emotive e di altre condizioni associate alla demenza. Per giungere alla prova definitiva sui benefici del massaggio sono necessarie ulteriori ricerche.

## Prognosi
Per i pazienti con demenza vascolare a 5 anni il tasso di sopravvivenza è del 39% rispetto al 75% per i pari di età. A differenza della malattia di Alzheimer, che indebolisce il paziente al punto in cui intervengono infezioni batteriche come la polmonite, la demenza vascolare è una causa diretta di morte per via di una possibile fatale interruzione di fornitura di sangue al cervello.
La prognosi per la demenza vascolare solitamente non è molto promettente. I sintomi possono iniziare improvvisamente con l'insorgenza della malattia e peggiorare progressivamente con il verificarsi di ogni piccolo ulteriore ictus. Anche se può sembrare che le persone con demenza vascolare migliorino nel tempo, la loro condizione, spesso diminuisce costantemente. Una condizione in rapido deterioramento può portare a morte da un ictus, da malattie cardiache o da infezione.